# 雨、蒸気、速度――グレート・ウェスタン鉄道

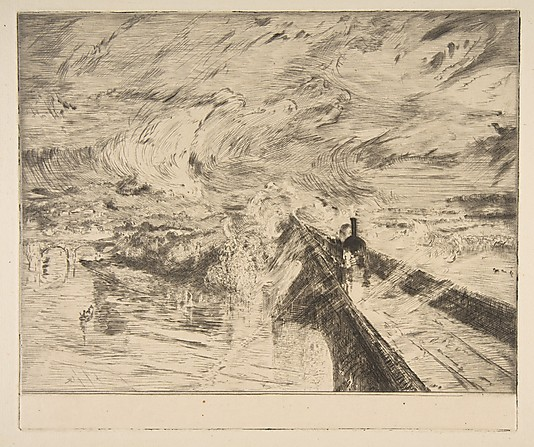
フェリックス・ブラックモン『機関車、ターナーにもとづく』

カミーユ・ピサロ『ロードシップ・レーン駅、ダリッジ』

『雨、蒸気、速度――グレート・ウェスタン鉄道』（あめ じょうき そくど グレート・ウェスタンてつどう、英: Rain, Steam and Speed – The Great Western Railway）は、イギリスの画家ジョゼフ・マロード・ウィリアム・ターナーが1844年に描いた絵画。ロンドン、ナショナル・ギャラリーに収蔵されている。『雨、蒸気、スピード――グレート・ウェスタン鉄道』とも表記される。

## 作品
雨が横殴りに降り、霧が一面に立ちこめる中で、本作が製作された当時、世界で最大の鉄道として名をとどろかせていたグレート・ウェスタン鉄道の黒色の蒸気機関車が、テームズ川に架かる鉄道橋の上を猛スピードで疾走してくる様子を、極端な遠近法で描いている。
機関車の車体の前面に、実際には見えない位置にあるはずのボイラーの赤色の火を描き入れることによって、エンジンの力強さがいっそう強調されている。機関車の上には、エンジンから出る蒸気がもくもくと立ちのぼっており、霧の向こうに消えている。
本作に描かれているのは、ロンドンから西へ50キロメートルほど行ったところにあるメイデンヘッドの付近の情景である。2つの大きな楕円形のアーチで構成されたレンガ造りの橋は、技師イザムバード・キングダム・ブルネルの設計に基づいて工事が行われ、1839年に完成した。
ターナーは、ヴァーニシング・デーの折に、機関車の前を全速力で駆ける野ウサギを描き入れた。ウサギは、逃げ足が速いことから、スピードを表すシンボルとされる。
この機関車が引っ張っている客車は、座席や屋根がない三等列車である。

## 影響
版画家のフェリックス・ブラックモンは、1874年に開催された第1回印象派展に、ターナーによる本作を模写した銅版画『機関車、ターナーにもとづく』を出品している。
画家カミーユ・ピサロは、1870年から1871年にかけてロンドンに滞在し、ターナーによる本作をじっくり研究した際に、油彩画『ロードシップ・レーン駅、ダリッジ』を描いている。
山下達郎は、1991年のアルバム『ARTISAN』で本作を題材とした楽曲『ターナーの汽罐車 -Turner's Steamroller-』を発表している。